# هافن ديني
هافن ديني (بالإنجليزية: Haven Denney)‏ هي متزلجة فنية أمريكية، ولدت في 28 أكتوبر 1995 في أوكالا في الولايات المتحدة.

## وصلات خارجية
- هافن ديني على موقع الاتحاد الدولي للتزلج (الإنجليزية)
- هافن ديني على موقع الاتحاد الدولي للتزلج (الإنجليزية)